# Polícia Militar do Estado do Rio de Janeiro
A Polícia Militar do Estado do Rio de Janeiro (PMERJ) tem, por função primordial, o policiamento ostensivo e a preservação da ordem pública no Estado do Rio de Janeiro, sendo uma das forças militares deste estado brasileiro.
Para fins de organização e emprego em situações de guerra, é uma força auxiliar e reserva do Exército Brasileiro, assim como suas coirmãs, e integra o "Sistema de Segurança Pública e Defesa Social" brasileiro. Está subordinada ao governo do estado do Rio de Janeiro como Secretaria de Estado de Polícia Militar (SEPM). Seus integrantes são denominados militares estaduais (Artigo 42 da Constituição brasileira), assim como os membros do Corpo de Bombeiros Militar do Estado do Rio de Janeiro (CBMERJ).
De acordo com dados do 9º Anuário de Segurança Pública, publicado pelo Fórum Brasileiro de Segurança Pública (FBSP) em outubro de 2015, as forças policiais do Rio de Janeiro são as mais letais do Brasil. Ao mesmo tempo, a Fundação Getulio Vargas classificou o Rio de Janeiro como o estado da federação onde mais morrem policiais.

## História

### Período colonial
No início do século XIX, como consequência da campanha Napoleônica de conquista do continente europeu, a Família Real portuguesa, juntamente com sua corte, decidem se mudar para o Brasil. Aqui chegando, a Corte instalou-se na cidade do Rio de Janeiro, iniciando a reorganização do Estado no dia 11 de março de 1808 com a nomeação de ministros.[carece de fontes?] A segurança pública, na época, era executada pelos chamados quadrilheiros, grupo formado pelo reino português para patrulhar as cidades e vilas daquele país, e que foi estendido ao Brasil colonial. Eles eram responsáveis pelo policiamento das 75 ruas e alamedas da cidade do Rio. Com a chegada dessa "nova população", os quadrilheiros não eram mais suficientes para fazer a proteção da Corte, então com cerca de 60 000 pessoas, sendo mais da metade escravos.
Em 13 de maio de 1809, dia do aniversário do Príncipe Regente, D. João VI criou a Divisão Militar da Guarda Real da Polícia da Corte (DMGRP). A DMGRP inicialmente foi formada por 218 guardas e era composta por um Estado-Maior, 3 companhias de Infantaria e uma companhia de Cavalaria. Seu primeiro comandante foi José Maria Rebello de Andrade Vasconcellos e Souza, ex-capitão da Guarda portuguesa. O mais famoso dos seus comandantes, porém, foi o terceiro: um brasileiro nato, o major de Milícias Miguel Nunes Vidigal, que inclusive é citado no livro "Memórias de um Sargento de Milícias". A DMGRP usava armas e trajes idênticos aos da Guarda Real da Polícia de Lisboa. A Guarda Real de Polícia de Lisboa (força policial-militar criada pelo príncipe regente D. João em dezembro de 1801), era inspirada na Gendarmerie Nationale francesa.
A Guarda Real de Polícia, como ficou primeiramente conhecida a PMERJ, teve participação decisiva em momentos importantes da história brasileira como, por exemplo, na Independência do país. Em 25 de abril de 1821, dom João VI é forçado a retornar para Portugal. Porém, seu filho, o príncipe Dom Pedro, permanece no Brasil. As Cortes de Lisboa, que haviam obrigado o retorno de dom João VI, determinam o imediato retorno de dom Pedro para Portugal. As elites brasileiras, ante isto, promovem um abaixo assinado, cujo movimento entra para a história como Dia do Fico: em 9 de janeiro de 1822, a população é conclamada a dirigir-se a uma residência no centro do Rio de Janeiro e assinar um manifesto pela permanência de dom Pedro. Ante tal ato, o brigadeiro Jorge Avilez, comandante da Divisão Auxiliadora, força de ocupação portuguesa, determina que integrantes daquela força impeçam a realização do ato. Em represália, Miguel Nunes Vidigal determina que as tropas da Guarda Real da Polícia garantam o abaixo assinado e depois escoltem o manifesto até o Paço, para ser entregue ao Príncipe D. Pedro. Ao receber o manifesto, D. Pedro comovido anuncia a sua permanência no Brasil.

### Império
A represália vem no dia seguinte, com a rebelião da Divisão Auxiliadora. Esta força, ocupa o Morro do Castelo e ameaça bombardear a cidade, caso dom Pedro não embarque imediatamente para Portugal. A reação se faz imediata: sob o comando do brigadeiro Xavier Curado, tropas fiéis ao príncipe e alinhadas com o desejo de independência, incluindo aí a GRP, reforçadas com populares armados, cercam a Divisão Auxiliadora. Inferiorizado em homens e munições e com pouca água, Avilez se rende, sendo ele e a suas tropas expulsas do país. Têm início as articulações políticas para tornar o Brasil um país independente, que produzem o seu resultado em 7 de setembro de 1822. A corporação, por aclamação popular, passa a se chamar de Guarda Imperial de Polícia, sendo porém negado a mesma a dignidade de ostentar o pavilhão imperial, ao que esta vai perdendo o prestígio que tivera nos tempos de D. João VI.
Em 14 de junho de 1831, um levante de duas companhias da Corporação, em conjunto com o 26º Batalhão de Caçadores do Exército Imperial, traz grandes transtornos à ordem pública e se transforma numa séria ameaça política. Quatro dias depois, a Corporação é extinta, sendo recriada em 10 de outubro do mesmo ano, com o nome de Corpo de Guardas Municipais Permanentes, quando Dom Pedro I deixou seu filho Dom Pedro II encarregado dos destinos do país, comprovando que a instituição era indispensável à sociedade. Em 1832, assume o Comando da Corporação o recém-promovido Tenente Coronel Luís Alves de Lima e Silva, o futuro Duque de Caxias. É o primeiro comando militar do futuro Patrono do Exército. Durante sete anos - até 20 de dezembro de 1839, Caxias irá participar de diversas campanhas de repressão a rebeliões empregando os "Permanentes": Rebelião de Miguel de Frias - nesta Caxias junta-se aos "Permanentes" voluntariamente, para logo após se tornar o seu primeiro subcomandante - e ainda: a intentona do Barão de Büllow, em 1832, a pacificação de Santa Catarina, em 1837, a ocupação da região de Paty do Alferes, quando da Rebelião de Manoel Congo, em 1838 - que marca a primeira vez em que forças policiais militares da capital imperial e da província do Rio de Janeiro atuaram em conjunto - e até da Revolta dos Farrapos, em 1839. Em 1842, ambas instituições voltarão a lutar juntas sob o comando de Caxias, compondo as tropas Imperiais que reprimem as Rebeliões Liberais de 1842 em São Paulo e Minas Gerais, onde o Corpo Municipal Permanente da Corte se destaca pela bravura, sendo condecorado com a Bandeira Imperial pelo Imperador D. Pedro II.

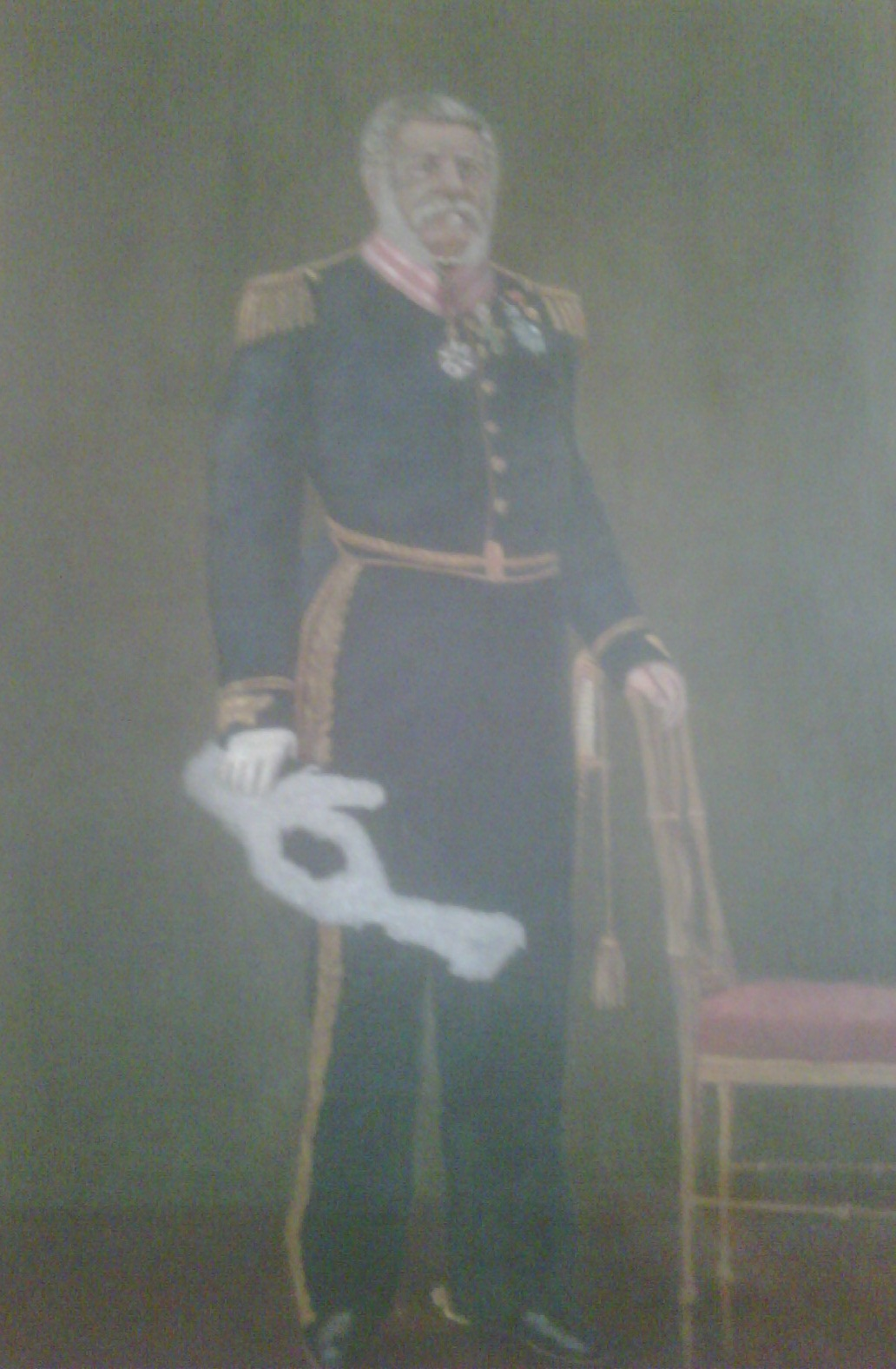
João Nepomuceno Castrioto, primeiro Comandante-Geral da PMRJ.

Com a criação do Município Neutro (atual área do município do Rio de Janeiro) por meio do Ato Adicional de 12 de agosto de 1834, foi criada, em 14 de abril do ano seguinte, na província, outra força policial denominada Guarda Policial da Província do Rio de Janeiro, por meio da lei provincial nº 16, promulgada pelo então presidente Dr. Joaquim José Rodrigues Torres com sede na cidade de Niterói (que havia sido designada como capital fluminense), responsável pela área atual do interior e da baixada do atual Estado do Rio de Janeiro, que recebeu a alcunha de "Treme-Terra", uma alusão a força e a coragem demonstrada pelos membros daquela Corporação. Seu primeiro comandante foi o capitão João Nepomuceno Castrioto. Por diversas vezes encontrou-se em combate lado-a-lado com sua coirmã do Município da Corte, com a qual, anos mais tarde, viria formar a atual PMERJ, como nas Revoltas Liberais de 1842, quando combateu nas províncias de Minas Gerais e São Paulo e contenção de revoltas de escravos entre outras insurreições armadas Brasil afora.
Outro fato histórico que teve participação importante da Polícia Militar fluminense foi o conflito iniciado em 1865 contra o Paraguai. O Brasil formou com Uruguai e a Argentina a chamada Tríplice Aliança.
Na época, como o país não dispunha de um contingente militar suficiente para combater os cerca de 80 mil soldados paraguaios, o governo imperial se viu forçado, então, a criar os chamados "Corpos de Voluntários da Pátria". Em 10 de julho daquele ano, partiram 510 oficiais e praças do Quartel dos Barbonos da Corte, local onde hoje está o situado Quartel General da Polícia Militar. A este grupo, foi dado o nome de "31º Corpo de Voluntários da Pátria". Neste contexto surge o mascote da Corporação: o cão Bruto. Este animal era um cão de rua, que certo dia adentrou no Quartel dos Barbonos e virou mascote da tropa. Quando toda a Infantaria do Corpo seguiu para a Guerra do Paraguai, Bruto seguiu a tropa e embarcou junto com eles. Participou ativamente dos combates, e apesar de ferido, retornou com a tropa. Morreu no Rio de Janeiro, envenenado. Os praças da Corporação mandaram empalhar o seu corpo que está em exposição no Museu da Corporação, no Centro do Rio de Janeiro.

### República

Militares da PMERJ no Palácio Guanabara durante o Golpe Militar de 1964

Em 1960, a capital do país foi transferida para Brasília e o antigo Distrito Federal, onde se situava a cidade do Rio de Janeiro, se tornou o estado da Guanabara. A instituição, que naquele momento era denominada Polícia Militar do Distrito Federal, passou a ser chamada Polícia Militar do Estado da Guanabara (PMEG). No restante do estado, a corporação ganhou o nome de Polícia Militar do Estado do Rio de Janeiro já no ano de 1947, porém com o acrônimo PMERJ. Em 1974, o Governo Federal decide reunir os dois estados através da Lei Complementar nº 20, que determinava a fusão do Rio de Janeiro e da Guanabara em 15 de março de 1975. Ainda segundo essa lei, a nova unidade da federação receberia o nome de Estado do Rio de Janeiro e, consequentemente, fundir-se-iam as duas Corporações policiais-militares. Surgiu então a corporação assim como a conhecemos hoje, com seu Quartel-General no antigo Quartel dos Barbonos, no Centro da cidade do Rio de Janeiro.

## Organização, comando e estrutura

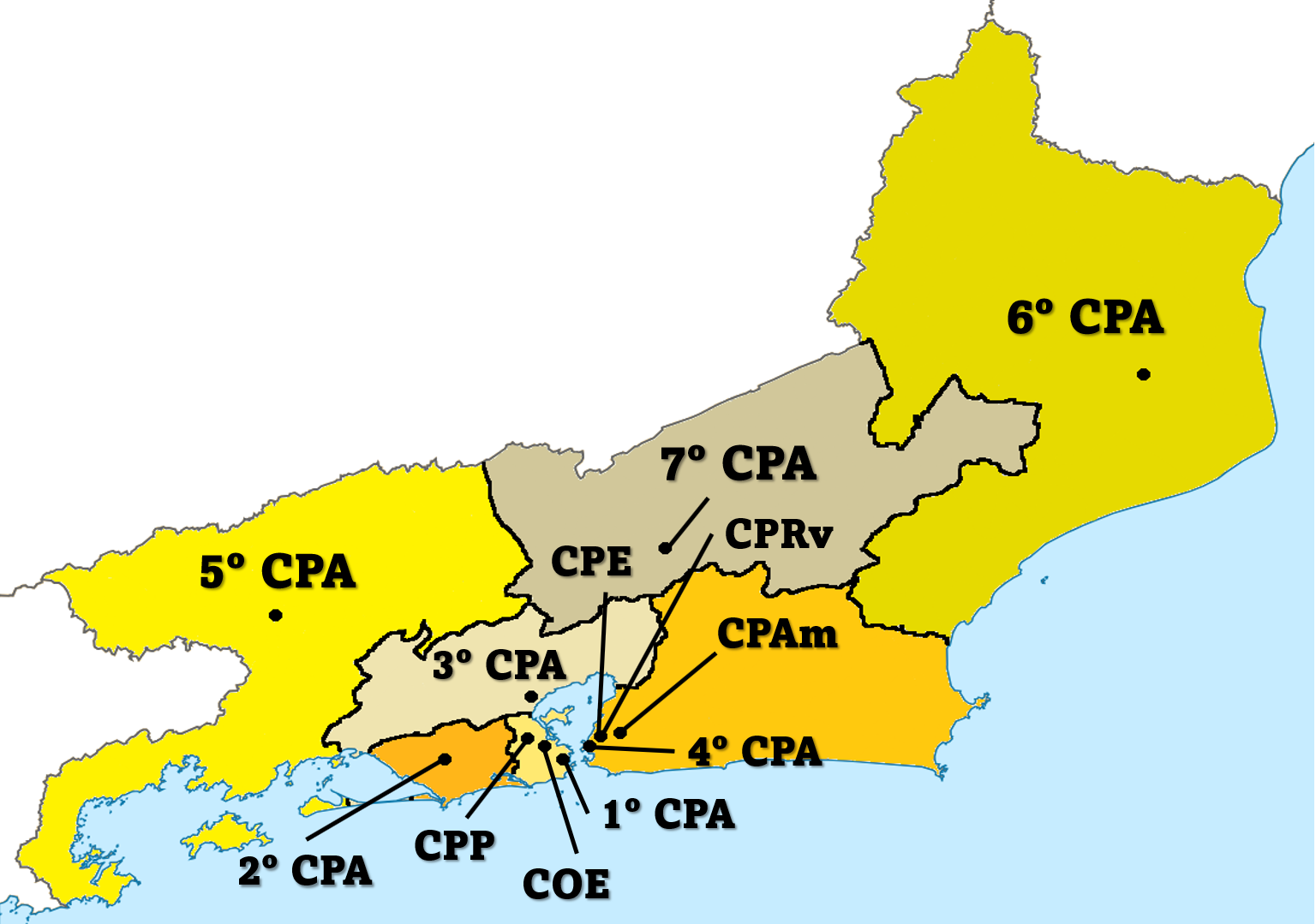
Mapa dos Comandos Intermediários e localização de suas sedes.

Com o intuito de descentralizar as ações do Comando-Geral da PMERJ existem comandos intermediários chamados de Comando de Policiamento de Área (CPA), que ficam responsáveis pela organização e mobilização do policiamento em cada região do estado do Rio de Janeiro, adaptando a ação da corporação às realidades locais. A exceção a essa regra fica com o Comando de Policiamento Pacificador (CPP), que tem sob seu controle as Unidades de Polícia Pacificadora que policiam áreas carentes da capital do estado, o Comando de Policiamento Especializado (CPE), ao qual estão subordinados as unidades de policiamento especializado, o Comando de Operações Especiais (COE), ao qual se subordinam as unidades de operações especiais, e o Comando de Policiamento Ambiental (CPAm), responsável pela coordenação do policiamento nas unidades de proteção ambiental fluminenses.
A partir de 2009, os Comandos de Policiamento de Áreas passaram a representar as Regiões Integradas de Segurança Pública (RISP), em conjunto com os Departamentos de Polícia de Área da PCERJ, sob as quais se organizam as Áreas Integradas de Segurança Pública (AISP), com áreas que correspondem aos Batalhões de Polícia Militar. Essas estruturas visam a integração entre as companhias dos batalhões e as delegacias policiais, sendo que a área de atuação dessas formam as Circunscrições Integradas de Segurança Pública (CISP), cuja ideia é, ao fim, tornar mais eficiente o combate a criminalidade, com a integração operacional e administrativa entre as corporações policiais fluminenses, estabelecendo metas e premiações para aquelas que apresentem maior redução.
| Comandos Intermediários |                |          |         |               |                       |             |                |         |                |             |
| 1º CPA                  | 2º CPA         | 3º CPA   | 4º CPA  | 5º CPA        | 6º CPA                | 7º CPA      | CPP            | CPE     | COE            | CPAm        |
| Rio de Janeiro          | Rio de Janeiro | Mesquita | Niterói | Volta Redonda | Campos dos Goytacazes | Teresópolis | Rio de Janeiro | Niterói | Rio de Janeiro | São Gonçalo |

### Batalhões e unidades especiais
A PMERJ possui diversas unidades operacionais que fazem policiamento especializado e ostensivo ordinário, sendo estas últimas subdivididas em companhias, responsáveis por municípios, distritos ou bairros, de acordo com critérios populacionais, entre outros. A indicação abaixo refere-se à localização da sede dos batalhões e das companhias.

#### Policiamento comunitário (UPP)

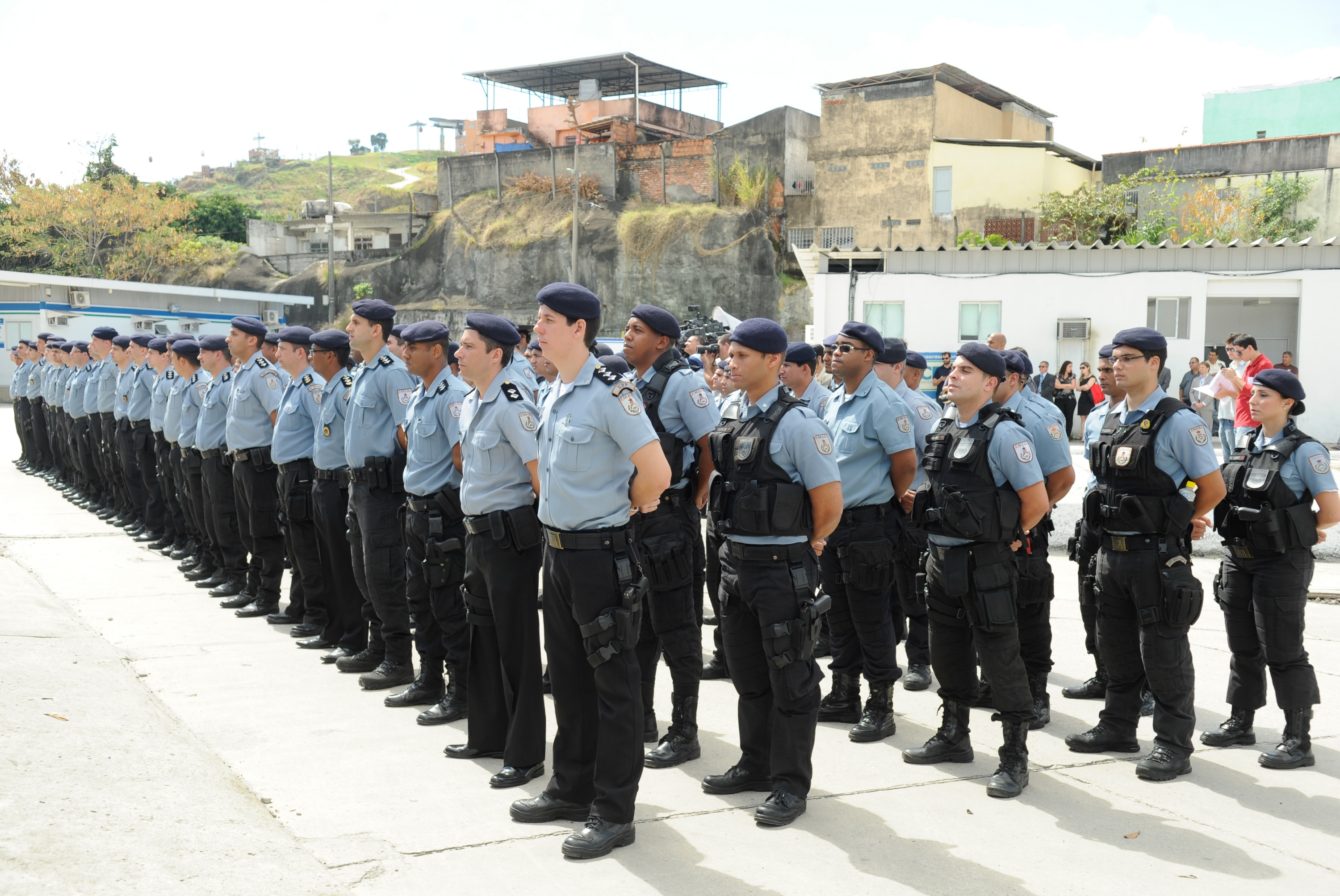
Cerimônia de troca de comando de 25 Unidades de Polícia Pacificadora (UPP) das 34 unidades implantadas desde 2008.

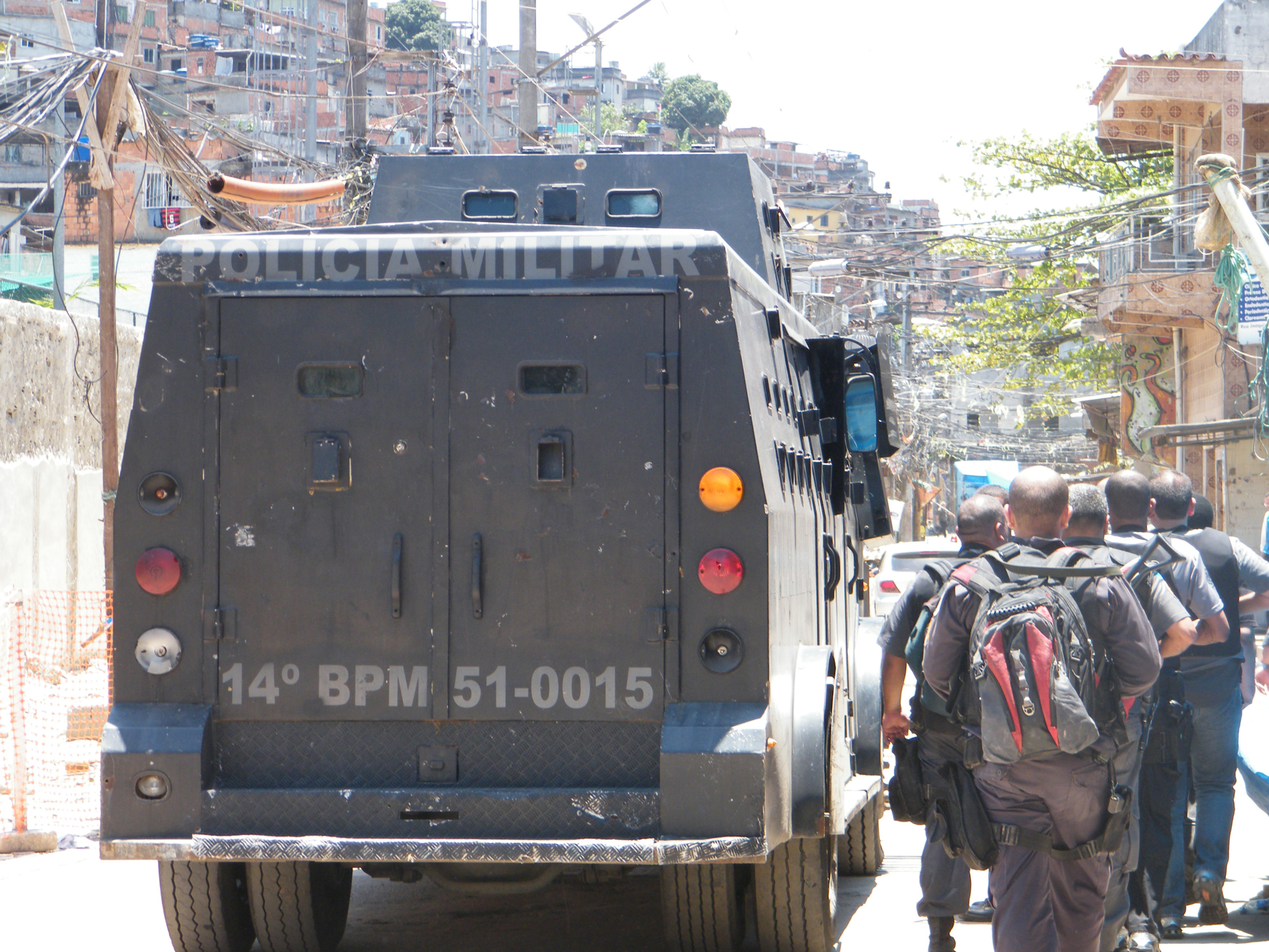
Veículo blindado da PMERJ em operação no Complexo do Alemão.

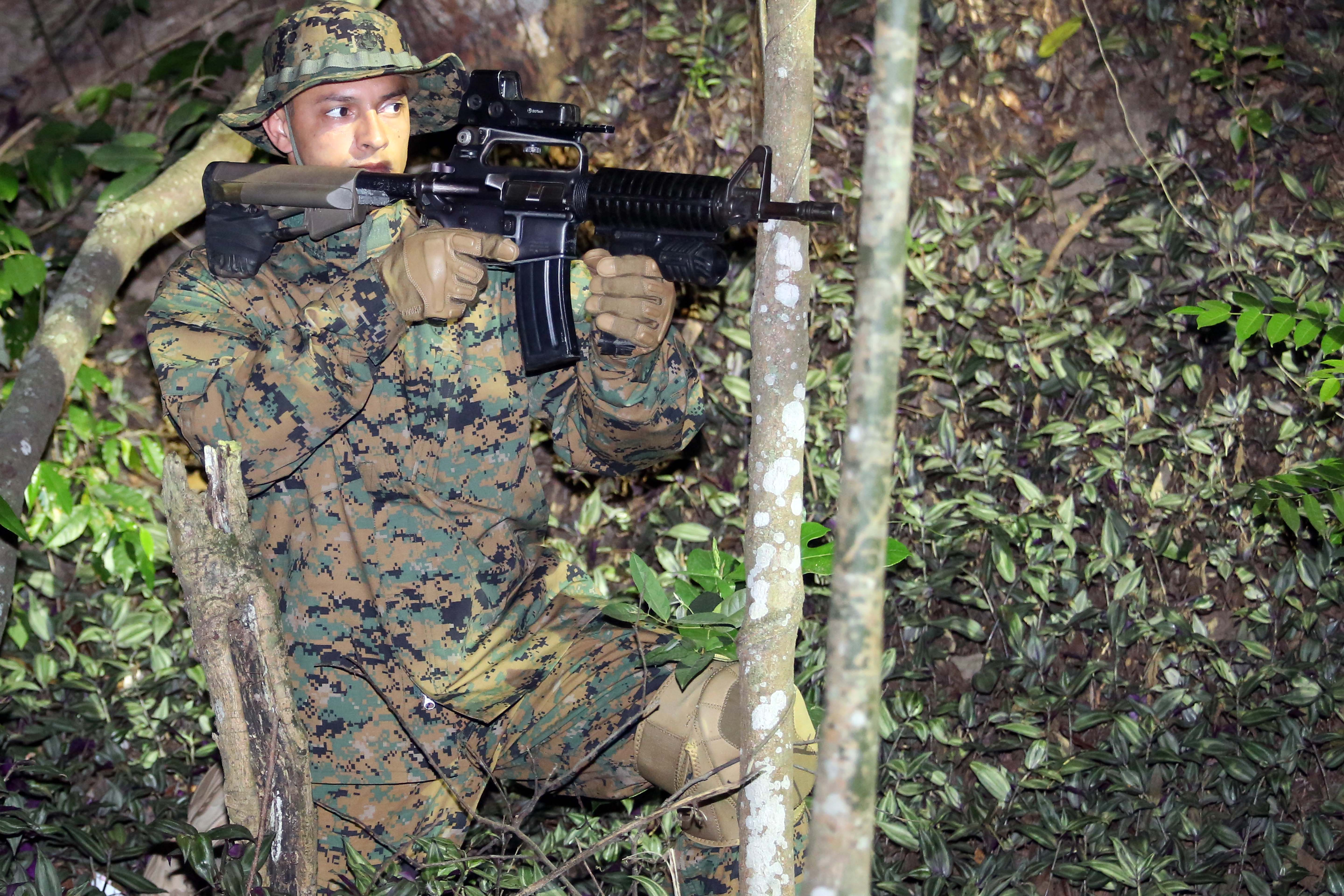
Policial do BOPE

#### Batalhões de área
Estrutura Operacional 
| 2º BPM - bairro de Botafogo, Rio de Janeiro, RJ Botafogo, Cosme Velho, Glória, Flamengo e o Aterro do Flamengo. 3º BPM - bairro do Méier, Rio de Janeiro, RJ Méier, Engenho Novo, Engenho de Dentro, Cachambi, Del Castilho, Maria da Graça, Água Santa, Riachuelo, Rocha, Sampaio, Todos os Santos, Abolição, Pilares, Inhaúma, Engenho da Rainha, Piedade, Tomás Coelho, Encantado, Lins de Vasconcelos, Jacaré, Jacarezinho e São Francisco Xavier. 4º BPM - bairro de São Cristóvão, Rio de Janeiro, RJ São Cristóvão, Mangueira,Estácio, Rio Cumprido, Praça XI, Centro (parte), Praça da Bandeira, Maracanã, Tijuca (parte), parte de Benfica, Vasco da Gama e Caju, inclusive a Estação da Leopoldina, da Estrada de Ferro Central do Brasil. 5º BPM - bairro da Saúde, Rio de Janeiro, RJ Centro, Castelo, Saúde, Gamboa e Santo Cristo, Lapa, Santa Teresa e Ilha de Paquetá. 6º BPM - bairro da Tijuca - Rio de Janeiro Andaraí, Grajaú, Tijuca, Vila Isabel e parte do Alto da Boa Vista. 7º BPM - São Gonçalo, RJ Município de São Gonçalo 8º BPM - Campos dos Goytacazes, RJ Campos dos Goytacazes (1ª e 2ª Companhias), São Francisco de Itabapoana (4ª Companhia), São Fidélis (3ª Companhia), e São João da Barra (5ª Companhia). 9º BPM - bairro de Rocha Miranda - Rio de Janeiro, RJ Oswaldo Cruz, Bento Ribeiro, Marechal Hermes, Campinho, Praça Seca, Cascadura, Coelho Neto, Cavalcante, Fazenda Botafogo, Rocha Miranda, Honório Gurgel, Colégio(parte) e Quintino Bocaiúva, Madureira, Vaz Lobo, Turiaçu e Engenheiro Leal. 10º BPM - Barra do Piraí, RJ Barra do Piraí (Califórnia, Ipiabas, São José do Turvo e Vargem Alegre) – Paty do Alferes ( Miguel Pereira) – Valença (Barão de Juparanã, Conservatória, Rio das Flores, Santa Isabel do Rio Preto e Pentagna) – Vassouras ( Andrade Pinto, Engenheiro Paulo de Frontin, Mendes e Morro Azul) – Piraí ( Arrozal, Cacaria e Santanésia) 11º BPM - Nova Friburgo, RJ Nova Friburgo(sede do batalhão), Bom Jardim, Duas Barras, Cantagalo, Cordeiro, Cachoeiras de Macacu, Carmo (Rio de Janeiro), Santa Maria Madalena, Trajano de Moraes, São Sebastião do Alto e Macuco. 12º BPM - Niterói, RJ Niterói e Maricá 13º BPM - Araruama, RJ (a instalar) | 14º BPM - bairro de Bangu - Rio de Janeiro, RJ Santíssimo (parte), Senador Camará, Bangu, Gericinó, Guilherme da Silveira, Padre Miguel (sob a 1ª Companhia) e Realengo, Magalhães Bastos, Jardim Sulacap, Vila Militar, Deodoro. 15º BPM - Duque de Caxias, RJ Duque de Caxias e Campos Elísios (1ª Companhia); Imbariê (2ª Companhia), Santa Cruz da Serra (3ª Companhia) e Xerém (4ª Companhia). 16º BPM - bairro de Olaria, RJ Olaria, Penha, Penha Circular, Parada de Lucas, Vigário Geral, Jardim América, Brás de Pina e Cordovil.: 17º BPM - bairro da Ilha do Governador - Rio de Janeiro, RJ Ilha do Governador(aonde esta o Aeroporto Internacional Tom Jobim – o Galeão), Ilha de Paquetá e Ilha do Fundão(aonde esta a Universidade Federal do Rio de Janeiro (a UFRJ), CenPes (Centro de Pesquisa da Petrobrás). 18º BPM - bairro de Jacarepaguá - Rio de Janeiro, RJ Jacarepaguá, Pechincha, Freguesia, Tanque, Vila Valqueire, Taquara, Curicica, Cidade de Deus, Anil e Gardênia Azul. 19º BPM - bairro de Copacabana - Rio de Janeiro, RJ Copacabana, Leme, Lido e Bairro Peixoto. 20º BPM - Mesquita, RJ Municípios de Nova Iguaçu, Nilópolis e Mesquita. 21º BPM - São João de Meriti, RJ Município de São João de Meriti 22º BPM - bairro do Bonsucesso - Rio de Janeiro, RJ Benfica, Bonsucesso, Ramos, Manguinhos, Higienópolis, bem como todo Complexo da Maré. 23º BPM - bairro do Leblon - Rio de Janeiro, RJ Arpoador, Ipanema, Leblon, São Conrado, parte do Joá, orla da Lagoa Rodrigo de Freitas, Gávea, parte do Alto da Boa Vista, Fonte da Saudade, Jardim Botânico e Horto 24º BPM - Queimados, RJ Municípios de Queimados, Japeri, Paracambi , Seropédica e Itaguaí. 25º BPM - Cabo Frio, RJ Jardim Esperança, Cabo Frio e o 2º Distrito de Cabo Frio, Unamar, São Pedro da Aldeia, Iguaba Grande, Araruama, Saquarema, com sede no Centro e instalações em Bacaxá, Jaconé e Sampaio Correa, Armação dos Búzios e Arraial do Cabo. 26º BPM - Petrópolis, RJ Petrópolis, Posse, Pedro do Rio, Corrêas, Araras, Alto da Serra, Cascatinha, Bingen e Itaipava. 27º BPM - bairro de Santa Cruz - Rio de Janeiro Santa Cruz, Paciência, Sepetiba, Guaratiba e Pedra de Guaratiba. 28º BPM - Volta Redonda, RJ Volta Redonda, Voldac, Vila Rica, São Lucas, São Luiz, Jardim Belmonte, Roma I, Três Poços, Ponte Alta, Barra Mansa, Vila Maria, Nossa Senhora do Amparo, Santa Rita de Cássia, Santa Clara, Cotiara, Pinheiral, Centro. 29º BPM - Itaperuna, RJ Itaperuna, Italva, Bom Jesus do Itabapoana, Cardoso Moreira, Laje do Muriaé, Porciúncula, Natividade, Varre-Sai e São José de Ubá. | 30º BPM - Teresópolis, RJ Teresópolis (onde está sediada a 1ª Companhia), e é responsável ainda pelo policiamento da municipios fluminenses de São José do Vale do Rio Preto, Sumidouro e Carmo. 31º BPM - bairro da Barra da Tijuca - Rio de Janeiro, RJ Barra da Tijuca, Recreio dos Bandeirantes, Grumari, Vargem Grande, Vargem Pequena, Itanhangá, Joá, Camorim e Barra de Guaratiba. 32º BPM - Macaé, RJ Macaé, Casimiro de Abreu, Conceição de Macabu, Quissamã, Carapebus e Rio das Ostras 33º BPM - Angra dos Reis, RJ Muriqui, Itacuruçá, Praia Grande, Ibicuí, Mangaratiba, Conceição de Jacareí, Angra dos Reis, Jacuecanga, Balneário, Frade, Vila de Abraão (Ilha Grande), Paraty, Patrimônio, Rio Claro, Fazenda da Grama, Lídice e Passa Três. 34º BPM - Magé, RJ Magé e Guapimirim. 35º BPM - Itaboraí, RJ Itaboraí, Rio Bonito e Silva Jardim e posteriormente, o município de Tanguá. 36º BPM - Santo Antônio de Pádua, RJ Santo Antônio de Pádua, Miracema, Aperibé, Itaocara, Cambuci e São Sebastião do Alto. 37º BPM - Resende, RJ Resende, Itatiaia, Porto Real, Quatis, Cidade Alegria, Vicentina, Paraíso, Engenheiro Passos, Visconde de Mauá, Penedo e Falcão. 38º BPM - Três Rios, RJ Três Rios , Paraíba do Sul, Sapucaia, Areal e Comendador Levy Gasparian 39º BPM - Belford Roxo, RJ Belford Roxo. 40º BPM - bairro de Campo Grande, Rio de Janeiro, RJ Campo Grande, Santíssimo, Senador Vasconcelos, Inhoaíba e Cosmos. 41º BPM - bairro de Irajá, Rio de Janeiro, RJ Colégio, Irajá, Vista Alegre, Vila da Penha, Vicente de Carvalho, Vila Kosmos, Guadalupe, Ricardo de Albuquerque, Anchieta, Parque Anchieta, Pavuna, Costa Barros, Barros Filho, Parque Colúmbia e Acari.: |

#### Unidades especializadas

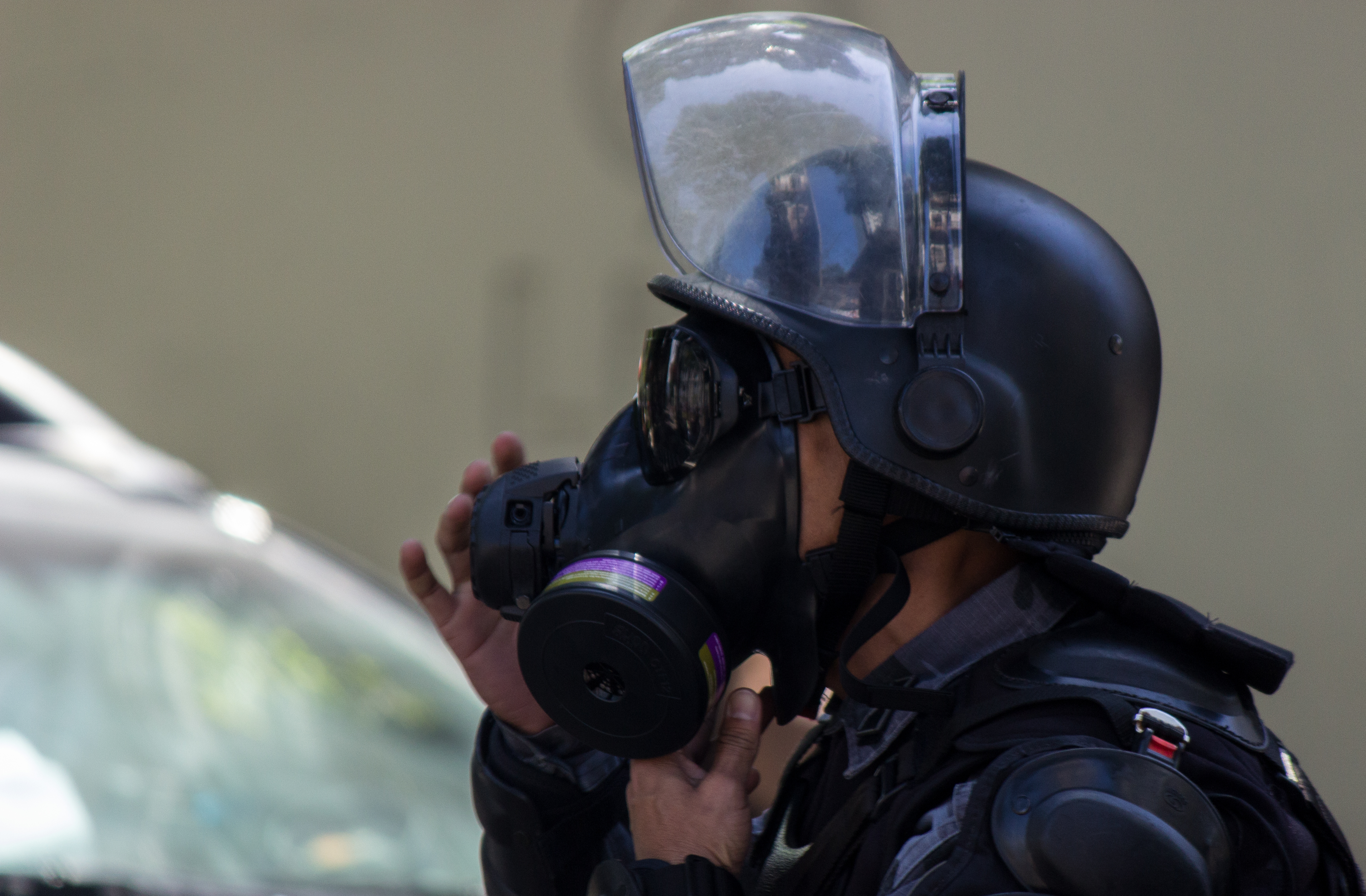
Policial do Batalhão de Choque se preparando para agir em manifestação.

Subordinadas ao Comando de Operações Especiais (COE):
- Batalhão de Operações Policiais Especiais (BOPE)
- Batalhão de Ações com Cães (BAC)
- Batalhão de Polícia de Choque (BPChq)
  - Grupamento Tático de Motociclistas (GTM)
- Grupamento Aeromóvel (GAM)

Subordinadas ao Comando de Policiamento Especializado (CPE):
- Batalhão de Polícia Rodoviária (BPRv)
- Batalhão de Policiamento de Vias Expressas (BPVE)
- Batalhão de Policiamento em Áreas Turísticas (BPTur)
- Regimento de Polícia Montada (RPMont)
- Batalhão de Rondas Especiais e Controle de Multidões (RECoM)
- Batalhão Especializado em Policiamento de Estádios (BEPE)
- Grupamento de Polícia Ferroviária (GPFer)

Subordinadas ao Comando de Policiamento Ambiental (CPAm) - sede em São Gonçalo:
- 1ª Unidade de Policiamento Ambiental - sede Parque Estadual da Pedra Branca, Rio de Janeiro
- 2ª UPAm - sede Parque Estadual da Serra da Concórdia, Valença
- 3ª UPAm - sede Parque Estadual do Desengano, Santa Maria Madalena
- 4ª UPAm - sede Parque Estadual Cunhambebe, Mangaratiba
- 5ª UPAm - sede Parque Estadual dos Três Picos, Nova Friburgo
- 6ª UPAm - sede Parque Estadual da Serra da Tiririca, Maricá
- 7ª UPAm - Grupamento Marítimo e Fluvial
- 8ª UPAm - Parque Estadual da Costa do Sol, São Pedro da Aldeia

#### Unidades correicionais
- Unidade Prisional - UP
- Centro de Criminalística - CCrim
- 1ª Delegacia de Polícia Judiciária Militar - 1ª DPJM (Zonas Central, Norte e Sul do Rio de Janeiro)
- 2ª Delegacia de Polícia Judiciária Militar - 2ª DPJM (Zona Oeste do Rio de Janeiro)
- 3ª Delegacia de Polícia Judiciária Militar - 3ª DPJM (Baixada Fluminense)
- 4ª Delegacia de Polícia Judiciária Militar - 4ª DPJM (Grande Niterói e Região dos Lagos)
- 5ª Delegacia de Polícia Judiciária Militar - 5ª DPJM (Sul Fluminense e Centro Sul Fluminense)
- 6ª Delegacia de Polícia Judiciária Militar - 6ª DPJM (Norte e Noroeste Fluminense)
- 7ª Delegacia de Polícia Judiciária Militar - 7ª DPJM (Serra Fluminense)
- 8ª Delegacia de Polícia Judiciária Militar - 8ª DPJM (Investigações Especiais)

### Armamentos e equipamentos
| Equipamento                       | Tipo                      | Origem          | Nota                                    | Foto |
| --------------------------------- | ------------------------- | --------------- | --------------------------------------- | ---- |
| Mq M968 MosqueFAL                 | Fuzil de ação de ferrolho | Brasil          | Padrão; Treinamento básico e cerimonial |      |
| FN FAL                            | Fuzil de assalto          | Bélgica         | Padrão                                  |      |
| ParaFAL                           | Fuzil de assalto          | Bélgica/ Brasil | Padrão                                  |      |
| IMBEL IA2                         | Carabina de assalto       | Brasil          | Padrão                                  |      |
| Taurus T4                         | Carabina de assalto       | Brasil          | Padrão                                  |      |
| FN Minimi                         | Metralhadora              | Bélgica         | BOPE                                    |      |
| H&K PSG1                          | Fuzil de precisão         | Alemanha        | BOPE                                    |      |
| M16A2                             | Fuzil de assalto          | Estados Unidos  | BPChq e BOPE                            |      |
| AR-10A4                           | Fuzil de assalto          | Estados Unidos  | BOPE                                    |      |
| IMBEL MD2                         | Fuzil de assalto          | Brasil          | BAC e BOPE                              |      |
| M4                                | Carabina de assalto       | Estados Unidos  | Padrão                                  |      |
| AR15                              | Fuzil                     | Estados Unidos  | Padrão                                  |      |
| IWI Arad                          | Fuzil                     | Israel          | Padrão                                  |      |
| Taurus CTT-40                     | Carabina                  | Brasil          | Padrão                                  |      |
| Remington Model 1100              | Escopeta                  | Estados Unidos  | BPChq                                   |      |
| Pump CBC shotgun                  | Escopeta                  | Brasil          | Padrão                                  |      |
| Mossberg 500                      | Escopeta                  | Estados Unidos  | BPChq e BOPE                            |      |
| Benelli M3 A1                     | Escopeta                  | Itália          | Padrão                                  |      |
| H&K MP5                           | Sub-metralhadora          | Alemanha        | BOPE                                    |      |
| FN P90                            | Sub-metralhadora          | Bélgica         | BOPE                                    |      |
| Taurus MT12                       | Sub-metralhadora          | Brasil          | em desuso                               |      |
| TAURUS FAMAE in .40               | Sub-metralhadora          | Brasil          | BPChq                                   |      |
| Glock G22                         | Pistola                   | Áustria         | Padrão                                  |      |
| Beretta APX                       | Pistola                   | Itália          | Padrão                                  |      |
| Taurus PT 100                     | Pistola                   | Brasil          | Padrão                                  |      |
| Taurus PT 840                     | Pistola                   | Brasil          | Padrão                                  |      |
| Taurus Model 82                   | Revólver                  | Brasil          | Treinamento básico.                     |      |
| Pistola Taser                     | Arma não letal            | Brasil          | Padrão                                  |      |
| Granada explosiva com gás pimenta | Arma não letal            | Brasil          | Choque                                  |      |
| Spray de pimenta                  | Arma não letal            | Brasil          | Padrão                                  |      |
| Gás lacrimogêneo                  | Arma não letal            | Brasil          | Choque                                  |      |

### Veículos
| Montadora            | Modelo           | Tipo                                             | Uso                                                              | Foto             | Ref              |
| Carros e picapes     | Carros e picapes | Carros e picapes                                 | Carros e picapes                                                 | Carros e picapes | Carros e picapes |
| -------------------- | ---------------- | ------------------------------------------------ | ---------------------------------------------------------------- | ---------------- | ---------------- |
| Chevrolet            | Onix             | Rádio patrulha                                   | Operação Segurança Presente                                      |                  | [ 14 ]           |
| Ford                 | Ka+              | Rádio patrulha                                   | Padrão                                                           |                  | [ 15 ]           |
| Ford                 | Ranger           | Patrulhamento tático                             | Padrão (inclui semiblindados)                                    |                  | [ 16 ] [ 17 ]    |
| Fiat                 | Titano           | Rádio patrulha                                   | Padrão (semiblindado)                                            |                  | [ 18 ] [ 19 ]    |
| Mitsubishi           | L200             | Rádio patrulha e tático                          | Padrão (semiblindado)                                            |                  | [ 17 ] [ 20 ]    |
| Nissan               | Frontier         | Patrulhamento especializado                      | Padrão, BOPE, BPChq, BPRv, BPVE e UPP                            |                  | [ 21 ]           |
| Nissan               | Versa            | Rádio patrulha                                   | Padrão                                                           |                  | [ 22 ] [ 23 ]    |
| Peugeot              | 208              | Rádio patrulha                                   | Operação Segurança Presente                                      |                  | [ 24 ]           |
| Renault              | Duster           | Rádio patrulha                                   | Padrão (semiblindado)                                            |                  | [ 25 ] [ 17 ]    |
| Toyota               | Corolla          | Rádio patrulha                                   | Padrão                                                           |                  | [ 26 ]           |
| Toyota               | Hilux            | Rádio patrulha e tático                          | Padrão, BPRv, BPVE, RECOM e UPP                                  |                  | [ 26 ]           |
| Toyota               | SW4              | Patrulhamento tático                             | RECOM, BPChq e Batalhão de Ações com Cães (inclui semiblindados) |                  | [ 25 ]           |
| Volkswagen           | Amarok           | Patrulhamento especializado                      | BPChq                                                            |                  |                  |
| Volkswagen           | Gol              | Rádio patrulha                                   | Operação Segurança Presente                                      |                  | [ 27 ]           |
| Motos e quadriciclos |                  |                                                  |                                                                  |                  |                  |
| Honda                | CB600            | Moto tática de patrulhamento                     | Grupamento Tático de Motociclistas (GTM-BPChq)                   |                  |                  |
| Honda                | XRE 300          | Moto patrulha                                    | Padrão                                                           |                  | [ 28 ] [ 29 ]    |
| Triumph              | Tiger 800        | Moto patrulha                                    | BPChq                                                            |                  |                  |
| Yamaha               | XT660            | Moto patrulha                                    | Padrão e BPChq                                                   |                  |                  |
| CFMoto               | 450L             | Quadriciclo patrulha                             | Padrão (praia)                                                   |                  | [ 30 ]           |
| Especiais            |                  |                                                  |                                                                  |                  |                  |
| Combat Armor Defense | Zeus             | VBTP                                             | Padrão                                                           |                  | [ 31 ]           |
| Combat Armor Defense | Turq             | VBTP de resgate                                  | GESAR                                                            |                  | [ 32 ]           |
| Engesa               | Urutu E-11       | VBTP                                             | BOPE                                                             |                  | [ 33 ]           |
| Fiat                 | Ducato           | Posto móvel                                      | Padrão e UPP                                                     |                  |                  |
| Ford                 | Cargo 815        | Viatura Blindada de Transporte de Pessoal (VBTP) | BPChq, BOPE e padrão                                             |                  |                  |
| Iveco                | Daily            | Viatura de transporte tático                     | BOPE                                                             |                  |                  |
| Paramount Group      | Maverick         | VBTP                                             | BPChq e BOPE                                                     |                  | [ 34 ]           |
| Renault              | Master           | Viatura de transporte tático                     | BPChq                                                            |                  |                  |
| Volkswagen           | Cargo 1722       | VBTP                                             | BPChq, BOPE e unidades da Região Metropolitana                   |                  |                  |
| Volkswagen           | Constellation    | Viatura antidistúrbio                            | BPChq                                                            |                  |                  |
| -                    | Steel Force      | Viatura blindada antidistúrbio                   | BPChq                                                            |                  |                  |

### Aeronaves
Todas as aeronaves da PMERJ estão empregadas no Grupamento Aeromóvel.
| Modelo            | Tipo                                       | Versão            | Quantidade | Foto | Notas |
| ----------------- | ------------------------------------------ | ----------------- | ---------- | ---- | --- |
| Schweizer 300     | Treinamento                                | Schweizer 300 CBi | 1          |      | Designado Fênix 06 (PR-LEI) |
| HB-350            | Rádio Patrulha Aérea                       | HB-350B3          | 3          |      | - Designados Fênix 01 (PP-EPN), 02 (PP-EMA) e 07 (PP-OPE) - Fênix 03 (PR-EPM) foi derrubado por narcotraficantes durante operação policial no Morro dos Macacos em Vila Isabel, cidade do Rio de Janeiro, em 2009. Fênix 04 (PR-IDR) sofreu uma queda em novembro de 2016 devido a "perda de efetividade do rotor de cauda". Fênix 08 (PP-ECF) caiu na Baía de Guanabara em circunstâncias desconhecidas no dia 14 de janeiro de 2019; a Aeronáutica investigou o ocorrido. |
| Bell Huey II      | Operações Especiais e transporte de tropa. | Huey II           | 1          |      | Designado Fênix 05 (PR-COE) |
| Eurocopter EC 145 | Rádio Patrulha Aérea/Socorro               | EC145             | 1          |      | Designado Fênix 09 (PR-PMR) |

## Mortes
Os casos de confronto entre criminosos – em especial traficantes de drogas – e entre esses e policiais no estado do Rio de Janeiro tem números registrados bem acima restante dos demais estados brasileiros, mesmo aqueles com maior população. Em geral tais conflitos ocorrem em áreas onde há forte influência de alguma facção criminosa, cuja resistência armada às operações policiais para a prevenção ou repressão criminal termina por gerar tais mortes. Dentro desse contexto, estudos realizados apontam para uma grande letalidade policial, sendo que tal questão ainda aponta para uma grande vitimização policial, a qual em estudo realizado pela ONG Associação Beneficente Heróis do Rio de Janeiro, com base em dados da Polícia Militar, verificou que entre os anos de 1994-2018, 3 508 militares da PMERJ foram mortos, 15 881 foram feridos e 19 389 foram considerados como "baixas". De acordo com dados do 9º Anuário de Segurança Pública, publicado pelo Fórum Brasileiro de Segurança Pública (FBSP) em outubro de 2015, as forças policiais do Rio de Janeiro são as mais letais do Brasil. Em estimativas de 2014, a cada 100 mil habitantes do estado, 3,5 pessoas morreram por conta de algum tipo de intervenção policial. Os estados de Amapá (3,3), Alagoas (2,3), São Paulo (2,1) e Pará (1,9) aparecem na sequência. Em 2015, 600 pessoas vítimas de homicídio decorrente de intervenção policial, especialmente em territórios de favelas e periferias.

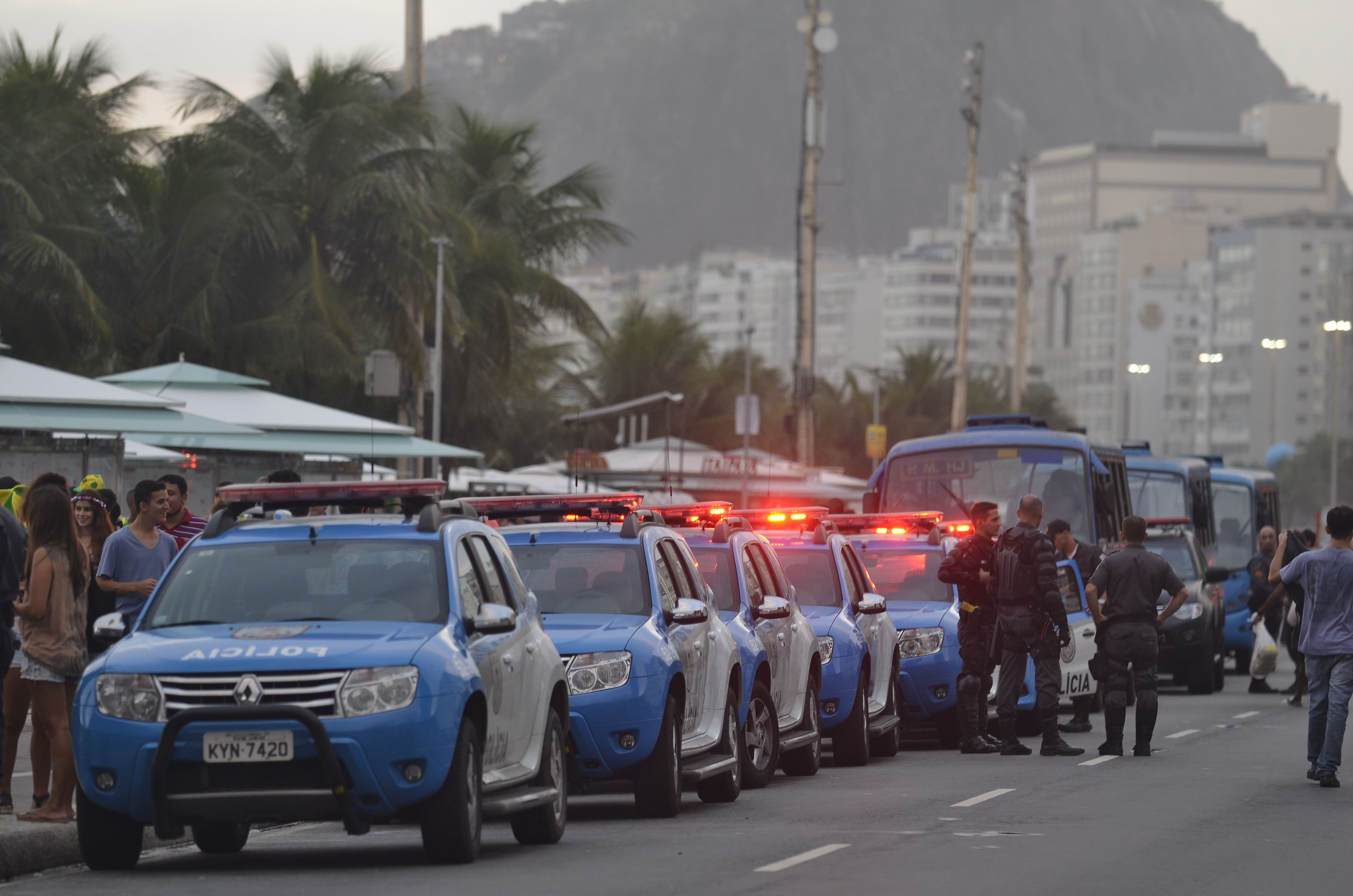
Viaturas policiais na Praia de Copacabana

A Organização das Nações Unidas (ONU) apontou que a polícia em geral mata cinco pessoas por dia no Brasil, em um cenário cujos principais alvos são homens jovens e negros. Em 2008, a PMERJ chegou ser considerada a polícia mais letal do mundo, ao registrar 1 330 autos de resistência (quando o agente de segurança pública alega ter matado em confronto), número superior a todas as divisões policiais dos Estados Unidos (370 vítimas em ações policiais), da África do Sul (consideradas as mais violentas do mundo, com 681 vítimas) e da Argentina (288 mortes). Em relação a países europeus, duas pessoas foram mortas em confronto com a polícia da França em 2003, mesmo número registrado no Reino Unido, enquanto em Portugal apenas uma pessoa morreu no mesmo período. Ao mesmo tempo, a Fundação Getulio Vargas classificou o Rio de Janeiro como o estado da federação onde mais morrem policiais.
De acordo com a Pesquisa Nacional de Vitimização de 2013, encomendada pelo Ministério da Justiça e pelo Programa das Nações Unidas para o Desenvolvimento ao instituto Datafolha, a PMERJ também seria a polícia mais corrupta do país, sendo que do total de pessoas extorquidas por policiais militares no Brasil, 30,2% estariam no estado do Rio de Janeiro. Segundo o levantamento, o estado tem mais vítimas desse crime do que todos os demais estados da Região Sudeste somados, inclusive São Paulo, que tem a maior população. A amostra da pesquisa foi de 78 mil pessoas e foi preparada desde 2010. De acordo com uma pesquisa de 2014 feita pelo Instituto Gerp, a maior parcela dos cariocas (39%) identifica a corrupção como o principal problema da PMERJ. O excesso de violência é o quarto quesito apontado (8%), além da falta de treinamento (20%) e a remuneração (13%). Em 29 de junho de 2017, a Polícia Civil do Estado do Rio de Janeiro iniciou uma megaoperação onde prendeu 96 policiais militares e 70 traficantes, entre outros criminosos, que integravam a corporação, como o recebimento de propina que rendia 1 milhão de reais por mês. A operação foi a maior da história em relação a casos de corrupção envolvendo policiais militares.
Em julho de 2020, uma reportagem do UOL, feita com base na Lei de acesso à informação, afirmou que policiais da PM do Rio associavam manifestantes de oposição do governo a vandalismo, enquanto elogiavam bolsonaristas. Ainda assim, há membros que se alinham ideologicamente com espectros políticos da esquerda, de acordo com o ex-comandante geral da organização Coronel Íbis Pereira, consultor do deputado federal pelo PSB Marcelo Freixo.